# Dialekty kajkawskie
Narzecze kajkawskie lub dialekty kajkawskie (serb.-chorw. kajkavsko narječje, kajkavština, kajkavica) – jedno z trzech głównych ugrupowań dialektalnych języka serbsko-chorwackiego, wyróżnianych na podstawie różnic w wymowie i postaci zaimka pytającego ‘co’. Nazwa dialektu pochodzi od formy tego zaimka, która w dialektach kajkawskich brzmi kaj lub też kej, ke, koj, kuj (w dwóch pozostałych ugrupowaniach dialektalnych, sztokawskim i czakawskim – zaimek ten ma na ogół postać odpowiednio što lub šta i ča).
Gwary te są bliskie językowi słoweńskiemu, zawierają ponadto silne wpływy języka węgierskiego i niemieckiego. W nowszych czasach na kształt kajkawszczyzny rzutował także wpływ serbsko-chorwackiego standardu literackiego. Narzecze kajkawskie dawniej funkcjonowało również jako samodzielny język literacki.
Kajkawszczyzna z powodu małej wzajemnej zrozumiałości ze sztokawszczyzną (na której oparto chorwacki standard literacki) bywa uznawana za południowosłowiański język regionalny lub mikrojęzyk, dlatego od 2015 roku posiada swój własny kod ISO 639-3, którym jest kjv.

## Cechy językowe
Do cech fonetycznych wspólnych dla dialektów kajkawskich należą:
- archaiczna akcentuacja bliska czakawskiej, na ogół zachowująca miejsce akcentu (szczególnie dialekt północno-zachodni), np. ženȁ, selȍ (serb.-chorw. žèna, sèlo), a często nawet zachowująca stary system akcentuacyjny złożony z trzech akcentów â (cyrkumfleks – długi opadający), ȁ (stary akut – krótki opadający), á (nowy akut – długi rosnący), np. mêso, ȍko, súša[5],
- wąska wymowa samogłosek długich, stąd długie ā rozwija się w kierunku ao, o; długie ō w kierunku ou, uo, u[6],
- inicjalne *u- otrzymało protetyczne v-, np. vuχo, vuzel, vozek < psł. *uχo, *ǫzъlъ, *vozъkъ[3],
- jery na ogół kontynuowane przez wąskie e, np. den, pes < psł. *dьnь, *pьsъ[3], na północy też ie lub ei, np. dêin; dêišč́, vêinəc < psł. *dьnь, *dъžǯь, *věnьcь; wyjątkowo spotyka się a lub o[6],
- prasłowiańskie *ť jest na ogół kontynuowane przez miękkie c’, č́ lub ť (jak w gwarach czakawskich i południowo-zachodnich gwarach słoweńskich), np. brač́a, svêiča < psł. *bratьja, *svěťa, zaś *ď przez j, ď, a niekiedy i ǯ (dž) lub typowo sztokawskie đ, np. meja, meďa, pređa < psł. *meďa, *pręďa[3][7],
- sonantyczne *l̥ mające niejednolite kontynuanty – obok najczęstszego u też o, ọ, uo, ou, np. sôza~sûza, žột~žot < psł. *sl̥za, *žĺ̥tъ[7],
- brak przejścia l na końcu wyrazu i sylaby w o (jak w sztokawszczyźnie), np. došel, debelši, vuzel
- prasłowiańskie *ř (*rj) rozwinęło się zasadniczo, jak w słoweńskim, w rj, twardniejąc tylko w wygłosie wyrazu i przed spółgłoską, np. môrje, por. serb.-chorw. mȍre[8],
- na ogół utrzymanie grupy *čr-, np. črêp, čr̂n, wyjątkowe cr- tylko w gwarach północno-wschodnich, np. crn[8].

Znaczne są różnice względem dialektów sztokawskich w dziedzinie morfologii i składni, które zarazem zbliżają dialekty kajkawskie do dialektów słoweńskich. Są to:
- końcówka dopełniacza liczby mnogiej rzeczowników rodzaju męskiego brzmiąca -of / -ef < psł. *-ovъ / -evъ, np. mišef, obca sztokawszczyźnie[3],
- brak form wołacza, zastępuje go mianownik[9],
- formy stopnia wyższego z afiksem -š-, np. debelši, slabeši[3],
- czas przyszły tworzony zwykle przy pomocy słowa posiłkowego ‘być’ (a nie ‘chcieć’) i imiesłowu na -l, np. bôm (bộdem) zgubil ‘stracę’, bộm (bộdem) napravil ‘zrobię’; czas przyszły typu č́u ti dat ‘dam ci’ z czasownikiem posiłkowym ‘chcieć’ spotykany jest przede wszystkim w południowej części dialektu[8],
- używanie (podobnie jak w dialektach czakawskich; w słoweńskich szczątkowo) czasu teraźniejszego czasowników dokonanych w funkcji czasu przyszłego)[8],
- występowanie supinum, różniącego się od bezokolicznika nie tylko brakiem -i, ale też inną prozodią, np. pȅč : pệči ‘piec’, który pełni funkcję wskazywania celu ruchu, np. idemo ga mi dva glet ‘pójdźmy (my dwaj) go zobaczyć’, poslala je jagod brat ‘posłała zbierać jagody’[9],
- brak aorystu i imperfektu[9].

Osobliwe wyłącznie dla dialektów kajkawskich są:
- formy trybu rozkazującego w liczbie mnogiej na -e-mo i -e-te, np. nesệte ‘nieście’, pijệte ‘pijcie’, trpệte ‘cierpcie’, nieznane dialektom słoweńskim, czakawskim i sztokawskim (z formami na -i-mo, -i-te), za to znane grupie bułgarsko-macedońskiej[8],
- formy imiesłowów przysłówkowych współczesnych na -čki lub -čke, np. sẹdêčke, sẹdêčki ‘siedząc’[9].

Od dialektów słoweńskich kajkawszczyznę odróżnia szczątkowe zachowanie kategorii liczby podwójnej.

## Podział

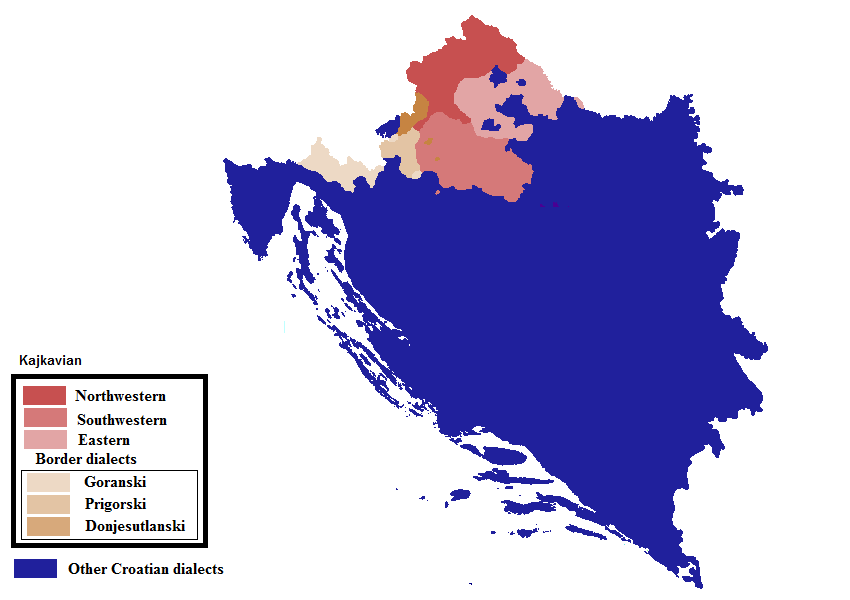
Dialekty kajkawskie według podziału Belicia

Na obszarze kajkawskim można według Aleksandra Belicia wyodrębnić trzy główne dialekty:
- dialekt północno-zachodni (nawiązujący do sąsiednich słoweńskich dialektów styryjskich i panońskich),
- dialekt południowo-zachodni (nawiązujący do dialektów czakawskich),
- dialekt wschodni (z licznymi wpływami sztokawskimi)[10].